# Gienrich Altszuller
Gienrich Saułowicz Altszuller (ur. 15 października 1926 w Taszkencie, zm. 24 września 1998 w Pietrozawodsku) – rosyjski wynalazca, teoretyk wynalazczości i pisarz oraz krytyk fantastyki.

## Życiorys
Urodzony w Uzbekistanie w rodzinie rosyjskich Żydów. Od 1931, wraz z rodzicami mieszkał w Baku (Azerbejdżan), gdzie uczęszczał do szkoły podstawowej oraz średniej, którą ukończył z wyróżnieniem. Po maturze wstąpił na Azerbejdżański Instytut Przemysłowy (odpowiednik politechniki), na wydział technologii i mechanizacji przemysłu naftowego. 
Będąc na pierwszym roku studiów, w 1944 zgłosił się na ochotnika do wojska, gdzie w 21. Wojskowej Szkole Lotniczej przeszedł początkowe przeszkolenie pilotów. Po wojnie pracował w sekcji wynalazczości Kaspijskiej Floty Wojennej w Baku. W 1946 rozpoczął pracę nad teorią rozwiązywania zagadnień wynalazczych (lub według innego tłumaczenia – teorią rozwiązywania innowacyjnych zagadnień) – znanej pod rosyjskim akronimem TRIZ. 
W 1948 wystosował do Stalina list z ostrą krytyką stanu wynalazców i wynalazczości w ZSRR. 28 czerwca 1950 Altszuller został aresztowany i skazany na 25 lat łagru. Zrehabilitowano go 22 października 1954. Powrócił do Baku, gdzie został do 1990.
Jako byłemu więźniowi obozu ciężko było mu znaleźć zatrudnienie etatowe. W tej sytuacji postawił przed sobą do rozwiązania zadanie wynalazcze Trzeba pracować i nie wolno pracować, które rozwikłał stwierdzeniem Trzeba pisać utwory naukowofantastyczne. Spod jego pióra pod pseudonimem Gienrich Altow wyszły, między innymi, Legendy o gwiezdnych kapitanach i Dedal i Ikar. Stworzył także pierwszy Rejestr idei i sytuacji naukowo-fantastycznych. 
Już w 1958 Altszuller przeprowadził pierwszy wykład na temat metodyki TRIZ, na którym wprowadził termin IWK, czyli idealny wynik końcowy. W 1985 stworzył zasady teorii rozwoju osobowości twórczej – TROT. 
W latach 1989–1998 pełnił funkcję prezesa stowarzyszenia TRIZ.

## Polskie wydania publikacji
- Algorytm wynalazku, Wiedza Powszechna, Warszawa 1975, tytuł oryginału Ałgoritm izobrietienija, Moskwa 1969.
- Elementy teorii twórczości inżynierskiej, Warszawa 1985, Wydawnictwa Naukowo-Techniczne.